# 湿薹草
湿薹草（学名：Carex humida）是莎草科薹草属的植物，是中国的特有植物。分布在中国大陆的黑龙江、吉林、内蒙古等地，生长于海拔150米至700米的地区，多生长在河滩沼泽、湿地以及沼泽边，目前尚未由人工引种栽培。